# Anger (Familienname)
Anger ist der Familienname folgender Personen:
- Ain Anger (* 1971), estnischer Opernsänger (Bass)
- Alphonse Anger (1915–1999), französischer Turner
- Alvin Anger (1859–1924), deutscher Architekt und Hochschullehrer
- Anton Anger (1929–2013), österreichischer Unternehmer und Erfinder
- Carl Theodor Anger (1803–1858), deutscher Mathematiker und Astronom
- Cédric Anger (* 1975), französischer Filmregisseur und Drehbuchautor
- Charlotte Anger (1875–1957), deutsche Malerin, Grafikerin und Kunstgewerblerin
- Darol Anger (* 1953), US-amerikanischer Geiger
- Dorothea Anger (1910–2000), deutsche Tanzpädagogin
- Edvin Anger (* 2002), schwedischer Skilangläufer
- Else Schwenk-Anger (* 1936), deutsche Kinderbuch-Autorin und Verlegerin
- Ernst Sigismund von Anger (1723–1788), preußischer Landrat und Gutsbesitzer
- Frank Anger (1939–2004), US-amerikanischer Fechter
- Fritz Anger (1912–unbekannt), deutscher Radrennfahrer
- Gerda Anger-Schmidt (1943–2017), österreichische Kinderbuchautorin
- Gerhard Anger (* 1975), deutscher Politiker (Piraten)
- Gertrud Weitensfelder-Anger (1915–2007), österreichische Autorin
- Hal Anger (1920–2005), US-amerikanischer Elektroingenieur und Biophysiker
- Hans Anger (1920–1998), deutscher Mediziner und Psychologe
- Heinz Anger (* 1941), österreichischer Maler
- Herbert Anger (1892–1945), deutscher Grafiker, Illustrator und Holzschneider
- Horst Schuller Anger (1940–2021), rumänischer Philologe, Hochschullehrer und Journalist
- Humfrey Anger (1862–1913), kanadischer Organist, Komponist, Dirigent und Musikpädagoge
- Ines Anger-Koch (* 1971), österreichische Politikerin (ÖVP), siehe Ines Koch
- Jane Anger (Lebensdaten unbekannt), britische Autorin des 16. Jahrhunderts
- Kenneth Anger (1927–2023), US-amerikanischer Underground-Filmemacher und Autor
- Kurt Anger (1888–1961), deutscher Wehrmachtsoffizier
- Lucia Anger (* 1991), deutsche Skilangläuferin, siehe Lucia Joas
- Martin Anger (Künstler) (1906–nach 1943), deutscher Maler, Kunsterzieher und Dichter
- Martin Anger (Schriftsteller) (Pseudonym Joachim Förster; 1914–1992), deutscher Beamter und Schriftsteller
- Matt Anger (* 1963), US-amerikanischer Tennisspieler
- Nicole Anger (* 1976), deutsche Politikerin (Die Linke)
- Per Anger (1913–2002), schwedischer Diplomat
- Randolf Anger (1961–2016), deutscher Straßenbauingenieur und Hochschullehrer
- Renate Anger (1943–2008), deutsche Malerin
- Richard Anger (1873–1938), deutscher Ingenieur und Hochschullehrer
- Rudolf Anger (1806–1866), deutscher evangelischer Theologe
- Siegfried Anger (1837–1911), deutscher Theologe und Philologe
- Volker Anger (* 1968), deutscher Ringer